# HD 81101
HD 81101, eller k Carinae, är en gul jätte i stjärnbilden Kölen.
Stjärnan har visuell magnitud +4,80 och är synlig vid normal seeing. Den befinner sig på ett avstånd av ungefär 235 ljusår.